# Тольятти (особая экономическая зона)
«Тольятти» — особая экономическая зона промышленно-производственного типа в России. Была создана в соответствии с постановлением правительства Российской Федерации от 12 августа 2010 года № 621. Располагается в северо-западной части Самарской области, в муниципальном районе Ставропольский на участке в 660 га, возле границы с городом Тольятти, в непосредственной близости от АО «АВТОВАЗ». Из них 468,19 га распределяются под производственные площадки резидентов ОЭЗ, остальная часть предназначена для строительства промышленной инфраструктуры, которая включает в себя инженерную и транспортную инфраструктуру, а также таможенную, административную, коммунальную и санитарную зоны.
Подчинённость Министерству экономического развития Самарской области.

## История создания
Особая экономическая зона «Тольятти» — на сегодняшний день крупнейшая инвестиционная площадка Самарской области и одна из лучших в России. Ее площадь составляет 660 га.
Постановление о создании ОЭЗ было подписано Правительством РФ в 2010 году. В августе 2014 года здесь было запущено первое предприятие — ООО «Нобель Автомотив Русиа», которое специализируется на производстве автокомпонентов.
На данный момент ОЭЗ «Тольятти» насчитывает 31 резидент и 14 уже успешно действующих производств. Резиденты планируют создать 6,6 тысяч новых рабочих мест. Заявленный компаниями объем инвестиций составляет порядка 24 миллиардов рублей. На сегодняшний день здесь функционирует десять предприятий, которые представляют такие сферы промышленности как машиностроение, автокомпоненты, фармацевтика, химия, стройматериалы.
На территории ОЭЗ для инвесторов действуют специальный налоговый, таможенный и административный режимы, предоставляются льготы по аренде и выкупу земли. Производственные площадки обеспечены всей необходимой инженерной инфраструктурой. ОЭЗ расположена в непосредственной близости от АВТОВАЗа, что создает крайне выгодные условия для поставщиков завода.
ОЭЗ «Тольятти» традиционно входит в престижные российские и мировые рейтинги. Так, в текущем году особая экономическая зона отмечена в международном рейтинге сразу в двух номинациях — «Расширение/развитие» и «Новые инвестиции». Второй год подряд инвестплощадка входит в пятерку сильнейших ОЭЗ России промышленно-производственного типа по обеспеченности инфраструктурой.
В 2019 году в ОЭЗ «Тольятти» создан индустриальный парк. Здесь строятся готовые производственные площади для сдачи в аренду резидентам.
3 июня 2020 года премьер министр Михаил Мишустин подписал постановление правительства РФ по расширению границ городского округа Тольятти, согласно которому ОЭЗ «Тольятти» была включена в границы моногорода. Это решение позволит резидентам ОЭЗ получить доступ к мерам господдержки, предусмотренным для моногородов, в частности подключение инженерной инфраструктуры и доступные кредитные и заемные средства, предоставляемые Фондом развития моногородов.
В 2021 году началось строительство железнодорожной ветки, которая протянулась непосредственно к особой экономической зоне, расширяются автомобильные подъезды к ОЭЗ. В январе 2022 г. по построенной ж/д ветке пошли первые поезда.
ОЭЗ «Тольятти» традиционно входит в престижные российские и  мировые рейтинги.В результате экспертного анализа по итогам 2020 года ОЭЗ «Тольятти» заняла третье место и вошла в ТОП наиболее привлекательных для инвесторов площадок России, поднявшись за год сразу на три пункта.
В 2022 году ОЭЗ «Тольятти» вновь подтвердила высокий уровень своей эффективности. По оценке Минэкономразвития России, флагманская инвестплощадка Самарской области стала лидером страны среди всех промышленно-производственных ОЭЗ по динамике количества рабочих мест, созданных резидентами. Тольяттинская ОЭЗ также вошла в тройку лучших в стране по накопленным результатам работы с начала функционирования.
Все это позволяет говорить о том, что в ОЭЗ «Тольятти» созданы уникальные условия для создания и развития бизнеса, что повышает инвестиционную привлекательность не только города, но и всей Самарской области.
ОЭЗ «Тольятти» расположена в одном из самых густонаселённых районов России. В радиусе пятисот километров от ОЭЗ общая численность населения составляет около 20 млн жителей. Крупнейшими центрами в зоне транспортной доступности являются города-миллионники Самара, Казань, Уфа. В радиусе тысячи километров от ОЭЗ проживает свыше 70 млн человек. В зону транспортной доступности входят такие крупные города, как Москва, Екатеринбург, Нижний Новгород, Челябинск, Волгоград.
В общей сложности в радиусе тысячи километров от ОЭЗ «Тольятти» проживает около 50 % населения страны, что по мировым масштабам является крупным потребительским рынком.

### Основные транспортные ориентиры
- Расстояние от ОЭЗ до федеральной трассы М-5 «Урал» — 22 км
- Расстояние от ОЭЗ до ближайшего международного аэропорта «Курумоч» — 60 км
- Расстояние от ОЭЗ до речного порта Тольятти (грузопассажирский порт на реке Волга в акватории Куйбышевского водохранилища) — 17 км
- Расстояние от ОЭЗ до ближайшей ж/д станции (на территории ОАО «АВТОВАЗ») — 8 км
- Расстояние от ОЭЗ до центра города Тольятти — 12 км

## Преференции и льготы для резидентов
Для резидентов ОЭЗ «Тольятти» предусмотрены особые меры государственной поддержки:
- Налог на прибыль[4]
  - 2 % — первые 5 лет с момента получения прибыли
  - 7 % — 6-10 лет
  - 15,5 % — после 10 лет
- Налог на имущество

0 % на 10 лет
- Транспортный налог

0 % на 10 лет
- Налог на землю

0 % первые 5 лет
- Режим свободной таможенной зоны
- Ускоренный порядок признания расходов на НИОКР, ускоренная амортизация
- Защита от неблагоприятных изменений в налоговом законодательстве РФ
- Льготные условия аренды

Размер арендной платы за земельный участок рассчитывается на основании приказа Министерства экономического развития, инвестиций и торговли РФ № 190 от 14 июля 2006 года «Об утверждении методики расчёта арендной платы по договорам аренды государственного и (или) муниципального недвижимого имущества (зданий (их частей), сооружений), находящегося на земельных участках в пределах территории особых экономических зон технико-внедренческого, портового и туристско-рекреационного типов, и методика расчёта арендной платы по договорам аренды земельных участков, расположенных в пределах территорий особых экономических зон».
- Возможность права выкупа земельного участка
- Бесплатное подключение ко всем видам энергоресурсов
- Всесторонняя административная поддержка — режим «одного окна»
- Железнодорожная ветка к земельным участкам

## Резиденты

### Компании в стадии производства
По состоянию на май 2023 года в особой экономической зоне запущено 14 производств:
- ООО «Нобель Автомотив Русиа»— производство автокомпонентов (системы передачи рабочих жидкостей автомобиля, стеклоомывателей, гибких тросов, металлических деталей).
- ООО «Праксайр Самара» — производство высокотехнологичный завод по заправке ёмкостей промышленным и специальным газом.
- ООО «СИЕ АУТОМОТИВ РУС» — производство литых алюминиевых деталей для двигателей легковых автомобилей.
- ООО «ЭДША ТОЛЬЯТТИ» —[5] производство автокомпонентов для легковых автомобилей.
- ООО «Атсумитек Тойота Цусе Рус» — производство механизмов выбора передач МКПП и АКПП для легковых автомобилей.[6]
- ООО «ХАЙ-ЛЕКС РУС» — производство тросов управления для АКПП и МКПП, тросов парковочного тормоза, тросы открывания багажника и лючка заливной топливной горловины, тросы стеклоподъёмников.
- ООО «Озон Фарм» — производство лекарственных препаратов.
- ООО «Тольяттинская бумажная фабрика» — производство бумаги для гофрирования и картона для твёрдых слоёв из макулатуры.
- ООО «ПМ-композит» — полимербетонное и прессовое производство продукции из композиционных материалов.
- ООО «Гумма лайн» — производство резинотехнических изделий, тормозных шлангов и сборочных узлов.
- ООО «СЗМИ» — производство полного цикла изделий медицинского назначения.
- ООО «ММК-ПЛЦ-Тольятти» — создание и эксплуатация производственно-логистического центра.
- ООО «Мабскел» — производство субстанций и готовых лекарственных форм.
- ООО «Форесия автомобильные решения» — разработка и производство структуры сидений, ручных и автоматических механизмов автокресел.

### Компании на стадии строительства
- ООО «ТКПП» — Тольяттинский комбинат пищевых продуктов — это завод по глубокой переработке масличных и зернобобовых культур.
- ООО «НОВАТЭК – СПГ топливо Тольятти» — строительство малотоннажного комплекса по производству сжиженного природного газа.
- ООО «ОЗОН МЕДИКА» — строительство новой производственной площадки готовых лекарственных форм.
- ООО «ИНТЭКСПЛАСТ» — создание и эксплуатация производства комплектующих и сборочных узлов из пластмасс для нужд автомобильной промышленности.
- ООО «ПОЛИФАРМ» — обеспечение потребителей качественными и доступными по цене лекарственными препаратами.
- ООО «СолоФилмз» — производство многослойных полимерных плёнок и изделий из них.
- ООО «Джей Ви Системз» — производство автомобильного кузова.

### Компании на стадии проектирования
- ООО «Метсервис Поволжье» — основным видом является оказание услуг по металлообработке.
- ООО «Гринко Терм» —завод по термической обработке деталей и заготовок.
- ООО «РУСВОЛ» — создание и эксплуатация производства проволоки малых диаметров для бронирования кабелей (ГОСТ 1526-81).
- ООО «АУТОКОМПОНЕНТ ИНЖИНИРИНГ -3» — окраска и сборка пластмассовых автокомпонентов Autocomponent Engeneering -3.
- ООО «Сано Волга» — производство автокомпонентов для топливных и тормозных систем автомобиля по инновационным технологиям.
- ООО «Зеленый мир» — сборка автомобильных газонаполнительных компрессорных станций.
- ООО ПК «Альтернатива» — производство ламината.
- ООО «НПП «ПАТРИОТ» — производство двигателей, их компонентов для транспортных средств и беспилотной техники.

## Финансирование
По данным на 01.04.2023 г. в ОЭЗ «Тольятти» вложено 40,65 млрд рублей, из них 23,39 млрд рублей — инвестиции резидентов.

## Управляющая компания
29 апреля 2014 года в Самарской области было зарегистрировано акционерное общество "Особая экономическая зона промышленно-производственного типа «Тольятти» (сокращенно АО «ОЭЗ ППТ «Тольятти»). Ранее ОЭЗ «Тольятти» работала в режиме филиала государственной управляющей компании «Особые экономические зоны». Самарская область стала первым регионом, в котором управление особой экономической зоной передано от филиала АО «ОЭЗ» вновь созданному акционерному обществу.
АО представлено действующей в регионе командой филиала ОАО «ОЭЗ», основные задачи которой являются — строительство объектов инфраструктуры особой экономической зоны и привлечение инвесторов. Учредителями АО «ОЭЗ ППТ «Тольятти» являются федеральное АО «ОЭЗ» и Правительство Самарской области. Руководящий и контролирующий орган Министерство экономического развития Самарской области.
В 2010—2017 года генеральный директор АО «ОЭЗ Тольятти» Алексей Пахоменко, бывший председатель Думы Тольятти, который после работы в «ОЭЗ» занял должность Вертолёты России в Москве.
С 2018 года генеральный директор АО «ОЭЗ Тольятти» Сергей Андреев, бывший мэр города Тольятти.

## Показатели эффективности
В ноябре 2018 г. Ассоциация развития кластеров и технопарков России составила Национальный рейтинг инвестиционной привлекательности особых экономических зон (ОЭЗ) России, где «Тольятти» заняли место во второй пятерке «достаточно привлекательных ОЭЗ». Рейтинг основан на комплексной оценке уровня инвестиционной привлекательности ОЭЗ России, а также условий для привлечения средств по 27 частным показателям. В их числе обеспеченность инфраструктурой, земельными ресурсами, инвестиционная активность резидентов, информационная открытость интернет-сайтов ОЭЗ.
В декабре 2019 года совокупная выручка ОЭЗ «Тольятти» выросла на 45% по итогам третьего квартала текущего года и составила более 4,4 млрд рублей.
За первые 6 месяцев 2020 года, несмотря на напряженную экономическую ситуацию, связанную с угрозой распространения COVID-19, выручка компаний ОЭЗ составила 2,564 млрд рублей. Всего с начала деятельности особой экономической зоны общий объем продаж предприятий превысил сумму в 20 млрд рублей. Положительную динамику демонстрируют резиденты по объемам вложенных средств. За шесть месяцев 2020 года инвестиции компаний составили 1,16 млрд. руб., что почти вдвое больше, чем за аналогичный период прошлого года. Всего с момента деятельности ОЭЗ резидентами инвестировано в экономику региона уже более 14,5 млрд рублей.
В 2019 году ОЭЗ «Тольятти» была включена в мировой рейтинг особых экономических зон Global Free Zones of the Year по версии журнала fDiIntelligence (Foreign Direct Investment Intelligence, входит в группу Financial Times) в номинации «Развитие» и «Новые инвестиции» за появление в качестве резидентов фармацевтической производственной компаним Озон Медика и компании «Гумма лайн», первого сербского инвестора в ОЭЗ «Тольятти». В аналогичном рейтинге 2018 года ОЭЗ «Тольятти» была представлена в номинациях «Модернизация инфраструктуры» и «Новые инвестиции» за привлечение крупного резидента «Озон Фармацевтика», который инвестировал в строительство своего первого фармацевтического завода, а также за начало строительства в 2017 году железной дороги и общего таможенного терминала на территории ОЭЗ, увеличив доступность и привлекательность для инвесторов.
В отчете Минэкономразвития РФ о результатах функционирования особых экономических зон за 2019 год, ОЭЗ «Тольятти» оказалась в пятерке лучших в стране с накопленным итогом за период с начала функционирования. Данный показатель для тольяттинской инвестплощадки составил 90%. По динамике количества резидентов ОЭЗ «Тольятти» – в тройке лидеров после республики Татарстан и Липецкой области. По итогам работы за 2019 год выручка резидентов выросла на 40% по сравнению с предыдущим годом и составила более 6,2 млрд рублей. За этот же период было запущено два новых производства, а всего за период функционирования инвестплощадки резидентами инвестировано более 13,2 млрд руб. и отчислено в бюджеты разных уровней более 2,5 млрд руб. налогов и таможенных пошлин.